# Rhamphochromis
Rhamphochromis es un género de peces de la familia Cichlidae y de la orden de los Perciformes. Es endémico del lago Malawi en África Oriental.

## Especies
- Rhamphochromis brevis (Trewavas, 1935)
- Rhamphochromis esox (Boulenger, 1908)
- Rhamphochromis ferox (Regan, 1922)
- Rhamphochromis leptosoma (Regan, 1922)
- Rhamphochromis longiceps (Günther, 1864)
- Rhamphochromis lucius (Ahl, 1926)
- Rhamphochromis macrophthalmus (Regan, 1922)
- Rhamphochromis woodi (Regan, 1922)